# Attilio Ruffini
Attilio Ruffini est un homme politique italien né le 31 décembre 1924 à Mantoue et mort le 23 juin 2011 à Rome.

## Biographie
Attilio Ruffini est résistant dans les brigades catholiques. 
Après la guerre, il s'installe comme avocat à Mantoue et adhère en 1945 à la démocratie chrétienne dont il devient secrétaire provincial.
En 1955, il s'installe à Palerme où exerce son oncle, le cardinal Ernesto Ruffini, et où il épouse la fille du député sicilien Giuseppe La Loggia. Il a pour client la Satris d'Ignazio et Antonino Salvo.
Il est élu député en 1963 et est appelé au Gouvernement Andreotti II en 1972 comme sous-secrétaire à l'Instruction publique, puis au Trésor, confirmé dans le cabinet Rumor IV.
Il est ministre des transports en 1976, ministre de la défense du 18 septembre 1977 au 14 janvier 1980 et ministre des affaires étrangères du 15 janvier 1980 au 4 avril 1980.
La révélation de sa présence à la veille des élections générales de 1979, dans un diner qui réunit les chefs des clans mafieux Bontade, Inzerillo, Spatola et Gambino, qui soutiennent sa candidature, l'oblige à laisser son ministère mais ne l'empêche pas d'obtenir ensuite la présidence de la commission de la défense à la Chambre des députés.
En 1987, il laisse la chambre des députés et reprend la robe d'avocat. 